# La Pitaloza
La Pitaloza è un comune (corregimiento) della Repubblica di Panama situato nel distretto di Los Pozos, provincia di Herrera. Si estende su una superficie di 85,1 km² e conta una popolazione di 674 abitanti (censimento 2010).